# 2014 في فلسطين
أحداث ذات أهمية في فلسطين عام 2014. لجنة الأمم المتحدة المعنية بممارسة الشعب الفلسطيني لحقوقه غير القابلة للتصرف أعلنت هذا العام عامًا للتضامن مع الشعب الفلسطيني في 16 يناير. شهد هذا العام تشكيل حكومة وفاق وطني بعد خلاف استمر سبع سنوات بين فتح وحماس، ووقعت فيه حرب إسرائيلية ثالثة على غزة. شهد هذا العام أيضًا اعتراف السويد بالدولة الفلسطينية، وأنباء عن قيام المقاومة الفلسطينية في غزة بأسر شاب إسرائيلي.

## القيادة السياسية
في عام 2014 استمر محمود عباس من حركة فتح رئيسًا للسلطة الوطنية الفلسطينية، في حين كان رئيس الوزراء في الضفة الغربية هو الأكاديمي رامي الحمد الله الذي تولى الحكومة عام 2013، وفي قطاع غزة يدير حكومة تسيير أعمال القيادي في حركة حماس إسماعيل هنية منذ عام 2007.
في 2 يونيو، حلفت اليمين حكومة وفاق وطني بعد سبع سنوات من الخلاف بين فتح وحماس وكانت برئاسة رامي الحمد الله.

### تعيينات
- 7 يناير: رافع توفيق حسين رواجبة، محافظًا لمحافظة قلقيلية.[2]
- 2 يوليو:
  - أحمد العبد محمد الشيبي، محافظًا لمحافظة خان يونس.[3]
  - أحمد عبد الفتاح أحمد نصر، محافظًا لمحافظة رفح.[4]
  - صلاح إحسان محمد أبو وردة، محافظًا لمحافظة شمال غزة.[5]
- 29 ديسمبر: عصام عبد الرازق رشيد أبو بكر، محافظًا لمحافظة طولكرم.[6]

### اعتمادات دبلوماسية

#### سفراء لدى فلسطين
- في 2 ديسمبر، سلم Enrique Ribeiro أوراق اعتماده سفيرًأ للأوروغواي لدى فلسطين إلى وزير الخارجية رياض المالكي.[7]

## الأحداث

### يناير
- 1 يناير: وفاة السفير الفلسطيني في جمهورية التشيك متأثرًا بجراحه التي أصيب بها جراء انفجار خزنة في مقر إقامته.
- 3 يناير: مقتل شاب فلسطيني برصاص الجيش الإسرائيلي شمال غزة، كان الشاب يبلغ من العمر 18 عامًا.[8]
- 5 يناير: جرافات تابعة لوزارة الداخلية الإسرائيلية تهدم منزلًا مقامًا منذ سنوات في أم الفحم، الهدم كان بحجة البناء غير المرخص. حاول العشرات من سكان أم الفحم منع عملية الهدم.[9]
- 6 يناير: رئيس وزراء الحكومة المقالة إسماعيل هنية يعلن السماح لأعضاء حركة فتح الذين خرجوا من غزة بعد الاشتباكات التي جرت في 2007 بالعودة إليها، كما يقرر السماح بزيارة أعضاء الحركة لذويهم في القطاع، بالإضافة إلى الإفراج عن معتقلين سياسيين.[10]
- 7 يناير: في الضفة الغربية، احتجز مزارعون فلسطينيون مستوطنين إسرائيليين لفترة وجيزة وضربوهم، متهمين إياهم بإلقاء الحجارة عليهم. ضُرب المستوطنون بالأيدي والعصي ونزفوا دمًا، سُلم المستطونون للجيش الإسرائيلي الذي أعلن أنه استعاد 11 إسرائيليًا شاركوا في مواجهة مع فلسطينيين.[11] وقام مستطونون إسرائيليون بإضرام النيران في سيارتين في قرية مادما جنوب نابلس وكتبوا شعارات معادية على الجدران.[12]
- 8 يناير: الجيش الإسرائيلي ينفذ قصفًا على حي الشجاعية في غزة، أدى القصف إلى مقتل أحد أعضاء سرايا القدس الجناح المسلح لحركة الجهاد الإسلامي، وجرح طفلين.[13]
- 9 يناير: طائرة من دون طيار إسرائيلية تستهدف دراجة نارية شرق خان يونس في غزة مما أدى إلى إصابة فلسطينيين اثنين. قال الجيش الإسرائيلي أنهما كانا على وشك إطلاق صواريخ على إسرائيل.[14]
- 10 يناير: بعد إعلان وزارة الإسكان وسلطة إدارة الأراضي الإسرائيليتين عن مناقصة لبناء 1400 وحدة استيطانية جديدة، 600 في القدس و800 في الضفة الغربية. أدان نبيل أبو ردينة المتحدث باسم الرئيس الفلسطيني هذا التحرك مشيرًا إلى أنه استمرار للتعنت الإسرائيلي في تعطيل الجهود الأمريكية الهادفة إلى مسار يؤدي إلى سلام على أساس حل الدولتين.[11]
- 11 يناير: تقارير عن وفاة 10 فلسطينيين في مخيم اليرموك السوري، نقص الطعام كان نتيجة لفرض القوات النظامية السورية حصارًا أوقع حالات وفاة كثيرة في المخيم الذي يقيم فيه 35 ألف شخص من بينهم 20 ألف فلسطيني.[15] لاحقًا أرسلت السلطة الوطنية الفلسطينية وفدًا للتفاوض من أجل إدخال مساعدات إلى المخيم.[16]
- 13 يناير: بالقرب من حاجز بنابلس في الضفة الغربية، قوات الجيش الإسرائيلي توقف موكب رئيس الوزراء رامي حمد الله، وتطلب بطاقات هوية أفراد الموكب؛ لم يستجاب لطلبهم وتمكن الموكب من مواصلة مسيره.[17]
- 15 يناير: مستوطنون إسرائيليون يشعلون النار في مسجد في بلدة دير استيا الواقعة بقضاء سلفيت في الضفة الغربية، طال الحريق مدخل المسجد وأعمدته الخشبية وجزءًا من السجاد المفروش، عدد من المصلين الذين قدموا مبكرين لصلاة الفجر تمكنوا من إخماد النيران. المستوطنون كتبوا عبارات معادية للفلسطينيين وشتم للذات الإلهية، جاءت العبارات المكتوبة تحت عنوان «نقمة الدم - مجموعات قصره»، الشرطة الإسرائيلية قالت أن للحادث أبعادًا سياسية ويرجح أنه تقف وراءه مجموعة منظمة من المستوطنين تسمى «تدفيع الثمن».[1]
- 16 يناير:

- إطلاق 5 صواريخ من غزة على إسرائيل، النظام الدفاعي المضاد للصواريخ الذي تمتلكه إسرائيل تمكن من اعتراض الصواريخ، ردت إسرائيل بضربات جوية على القطاع. أصيب جراء الغارات أم وأبناؤها الأربعة، إصابات لا تعرض حياتهم للخطر. مصادر فلسطينية في غزة قالت أن ثلاث غارات وقعت، الأولى استهدفت مرآبًا للسيارات والثانية والثالثة استهدفتا موقعين يتبعان كتائب عز الدين القسام.
- القوات الإسرائيلية تعتقل 7 فلسطينيين في الضفة الغربية بينهم الوزير الأسبق للحكم المحلي عيسى الجعبري.

- 19 يناير: الجيش الإسرائيلي يطلق هجمات جوية على قطاع غزة أدت إلى إصابة عدة أشخاص، وذلك بعد إطلاق قذيفة صاروخية من القطاع على النقب، ولم توقع هذه الأخيرة إصابات.[21]
- 22 يناير:

- مقتل فردين ينتميان إلى سرايا القدس الجناح المسلح لحركة الجهاد الإسلامي بعد إصابتيهما جراء غارة إسرائيلية شنت فجرًا على سيارتيهما.
- السلطة العسكرية الإسرائيلية توافق على بناء 256 وحدة استيطانية بين القدس وأريحا.

- 23 يناير: الجيش الإسرائيلي يعتقل شابًا فلسطينيًا عند حاجز عسكري على بلدة كفر قدوم شرق قلقيلية.[9]
- 24 يناير: مقتل شاب فلسطيني بنيران الجيش الإسرائيلي، وقع الحدث شرق جباليا في غزة، وأصيب فلسطيني آخر. كذلك اعتقل الجيش الإسرائيلي صيادين في عرض البحر، ووفقًا لصيادين قامت البحرية الإسرائيلية بإحراق مركب صيد المعتقلين.[24]
- 27 يناير:

- إصابة شاب فلسطيني بعد إطلاق النار عليه من قبل دورية عسكرية إسرائيلية، ووفقًا لمصادر فلسطينية توغلت أربع آليات عسكرية إسرائيلية لمسافة محدودة في بلدة بيت حانون.
- زوارق حربية إسرائيلية تفتح النار على مراكب صيادين فلسطينيين بالقرب من شاطئ مدينة رفح.
- الجيش الإسرائيلي يعتقل 16 فلسطينيًا في الضفة الغربية من بينهم 6 قصر. الإذاعة الرسمية الإسرائيلية قالت أن المعتقلين مشتبه بهم في إلقاء زجاجات حارقة ومجاولة إلحاق أضرار السياج الأمني الفاصل.

- 29 يناير:

-الجيش الإسرائيلي يعتقل 10 فلسطينيين في الضفة الغربية.
-الجيش الإسرائيلي يقتل شابًا فلسطينيًا قالت الإذاعة العبرية أنه أطلق النار على موقع عسكري بالقرب من قرية عين يبرود شمال شرق رام الله، الإسرائيليون قالوا أن هناك آثار لعدد 12 طلقة رصاص أطلقها الفلسطيني القتيل على الموقع العسكري.
- 31 يناير: طائرات إسرائيلية تقصف عدة مواقع في غزة فجر اليوم، أصيب 7 فلسطينيين بينهم أطفال جراء الغارات التي جاءت بعد إطلاق صاروخ من القطاع سقط في مستوطنة نتيفوت.[30]

### فبراير

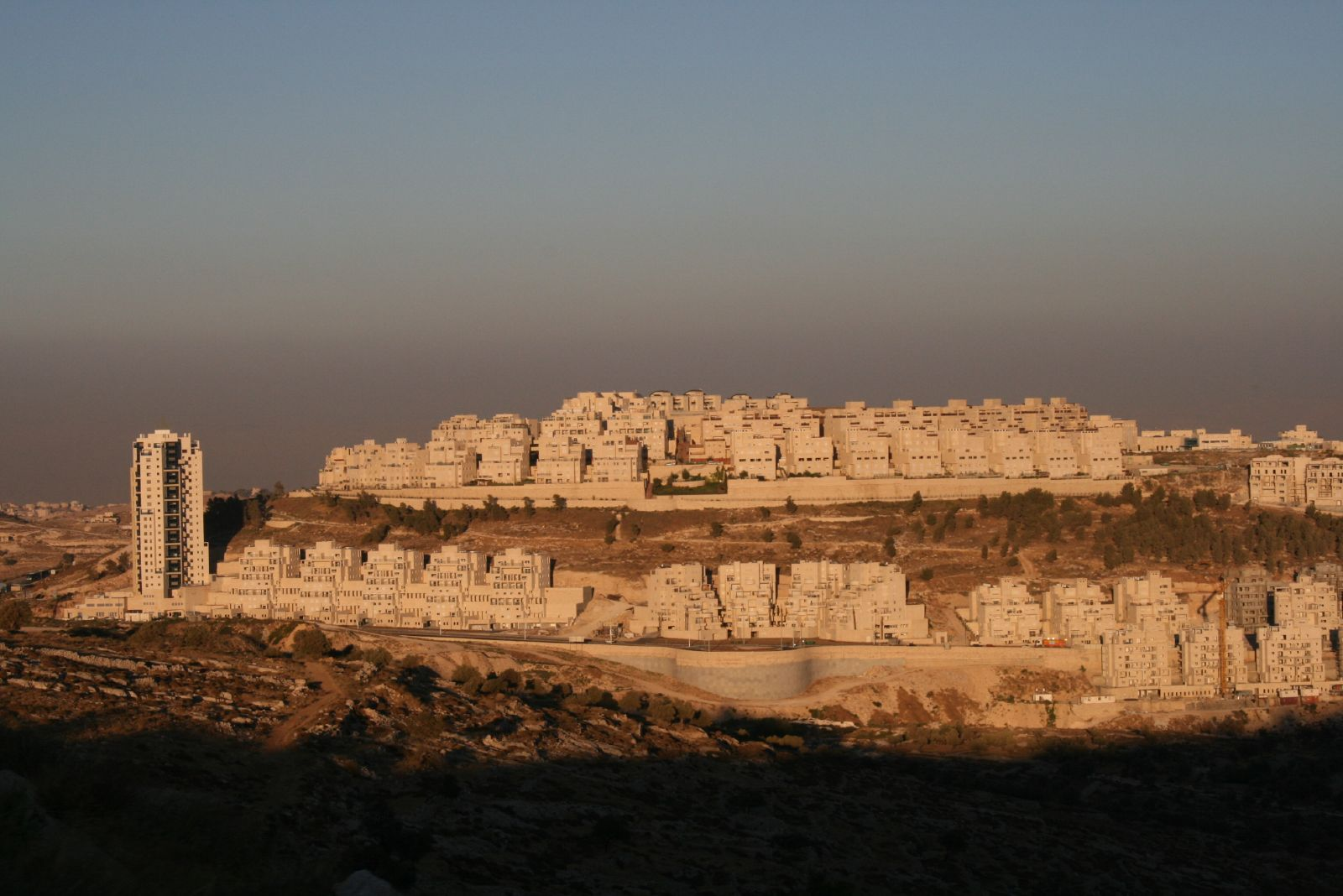
مستوطنة جبل أبو غنيم - هارحوما حيث تم الموافقة على بناء 386 وحدة سكنية فيها، يذكر أن البناء فيها بدأ في عام 1996.

- 5 فبراير: لجنة ببلدية القدس تقر بناء 558 وحدة استيطانية جديدة في القدس الشرقية.[31]
- 12 فبراير: الجيش الإسرائيلي يعتقل 7 فلسطينيين في الضفة الغربية.[32]
- 13 فبراير: مقتل فلسطيني يبلغ من العمر 26 عامًا بنيران جنود الجيش الإسرائيلي، أصاب الجنود فلسطينيًا آخر (21 عامًا). وقع إطلاق النار بالقرب السياج الحدودي للقطاع.[33]
- 14 فبراير: إصابة 17 فلسطينيًا تتراوح أعمارهم بين 17 و23 عامًا، وذلك بنيران جنود الجيش الإسرائيلي. تجمع الشباب للاحتجاج الأسبوع على السياج الأمني الذي تقيمه إسرائيل على حدود القطاع، وألقوا الحجارة على قوة إسرائيلية ورد الإسرائيليون بإطلاق النار. 13 من الفلسطينيين أصيبوا برصاص حي، والأربعة الآخرين بالاختناق بقنابل الغاز.[34]
- 22 فبراير: القوات الإسرائيلية تعتقل فتيين عند نقطة تفتيش في بلدة بيت فجار في بيت لحم.[9]
- 25 فبراير: سقوط 3 فلسطينيين مصابين بنيران الجيش الإسرائيلي في تظاهرة على حدود قطاع غزة في ذكرى مذبحة الحرم الإبراهيمي.[35]
- 26 فبراير: الجيش الإسرائيلي يعتقل 16 فلسطينيًا من مدن الخليل وقلقيلية وبيت لحم بحجة أنهم مطلوبون لجهاز الشاباك.[36]
- 27 فبراير:

-الجيش الإسرائيلي يقتل شابًا فلسطينيًا رفض الخروج من منزله في بلدة بير زيت، وفقًا لمصادر فلسطينية كان القتيل ناشطًا في الحركة الشعبية لتحرير فلسطين، والإذاعة الإسرائيلية العامة قالت أنه كان مطلوبًا أمنيًا، ووفقًا للإذاعة الإسرائيلية أيضًا اعتقلت القوات اثنين من البناية ذاتها.
-اعتقال 15 فلسطينيًا في الضفة الغربية من القدس والخليل وبيت لحم والقدس ورام الله وجنين ونابلس.

### مارس
- 3 مارس: في بيت حانون، طائرة حربية إسرائيلية تطلق صاروخًا قاتلة شابًا فلسطينيًا في العشرينيات من عمره، وأصابت ثلاثة آخرين، من بينهم طفلة في 12 من عمرها.[39] أحد المصابين توفي مساء اليوم متأثرًا بجراحه.[40]
- 4 مارس: اعتقال أكثر من 20 فلسطينيًا في الضفة الغربية بينهم 5 قياديين في الجبهة الشعبية لتحرير فلسطين.[41]
- 11 مارس: غارة جوية إسرائيلية تقتل 3 فلسطينيين وتصيب رابعًا وسط قطاع غزة، قالت إذاعة القدس التابعة لحركة الجهاد الإسلامي أن المعلومات الأولية تفيد بانتماء القتلى لسرايا القدس.[42]
- 21 مارس: قوة إسرائيلية تقتحم مخيم جنين فجر اليوم وتحاصر أحد المنازل. قتلت القوة المقتحمة 3 فلسطينيين وأصابت 15 آخرين بعد أن أطلقت قذائف صاروخية على المنزل المحاصر. كان أحد القتلى قائدًا في كتائب عز الدين القسام. القوة الإسرائيلية اعتقلت أيضًا 3 مصابين مقتادة إياهم إلى جهة غير معلومة.[43]

### أبريل
- 5 أبريل - قرر الرئيس الفلسطيني محمود عباس منح جهاز الاستخبارات الفلسطينية صفة الضابطة القضائية.[44]
- 10 أبريل - فلسطين تنضم إلى اتفاقيات جنيف وبرتوكولها الإضافي.[45]
- 23 أبريل - اتفاق بين حركتي فتح وحماس على إنهاء حالة الانقسام وتشكيل حكومة برئاسة محمود عباس في مدة 5 أسابيع.[46]
- 29 أبريل - قوات إسرائيلية تعتقل 16 مواطنًا فلسطينيًا من محافظات الضفة الغربية.[9]

### مايو
- 6 مايو - تقرير عن فتح زواق حربية إسرائيلية نيرانها على قوارب صيد فلسطينية قرب شواطئ غزة دون وقوع إصابات.[13]
- 7 مايو - تنفيذ حكم الإعدام بحق متخابرين اثنين مع إسرائيل، قضت المحكمة العسكرية الدائمة في غزة بإعدامهما.[47]
- 15 مايو - شرطة حدود إسرائيل تقتل فلسطينيين إثنين في مظاهرة بالقرب من سجن عوفر؛ المظاهرة كانت لإحياء ذكرى النكبة. رمى الفلسطينيون الحجارة ولوحوا بالأعلام. متحدث باسم الشرطة الحدودية أكد استخدام الرصاص المطاطي فقط.[48] المظاهرات عمت الضفة الغربية وقطاع غزة إحياءً لذكرى النكبة.[49] نشرت المنظمة الدولية للدفاع عن الأطفال مقطعًا مصورًا قالت عند نشره أنه يظهر أن القتيلين لم يشكلا أي خطر وقتلا بطريقة غير قانونية، رد الجيش الإسرائيلي بالقول بأن المقطع المصور عُدل ولا يظهر طبيعة الحادث «العنيفة».[50]
- 23 مايو - الجيش الإسرائيلي يقتل شابًا فلسطينيًا يبلغ من العمر 17 عامًا، قُتل الشاب برصاص في الكتف، ووقعت الحادثة شرقي دير البلح.[51]
- 24 مايو - بابا الفاتيكان فرانسيس يزور الضفة الغربية قبل زيارة إسرائيل، ويسمي فلسطين دولة إذ قال: «اجتماعنا الأخير في الفاتيكان ووجودي هنا اليوم يشير إلى العلاقات الجيدة بيننا وبين الدولة الفلسطينية.»[52]
- 26 مايو - البحرية الإسرائيلية تصيب بالرصاص صيادًا فلسطينيًا في زورقه شرقي مدينة دير البلح، أصيب بجراح متوسطة وفقًا لوزارة الصحة في غزة.[23]
- 28 مايو - جنود إسرائيليون يداهمون مكتب صحيفة الأيام ويطلبون وقف طباعة صحف فلسطين والاستقلال والرسالة وهي صحف تابعة لحركة حماس، كان توزيع وطباعة هذه الصحف متوقف في الضفة الغربية إثر الانقسام بين حركتي فتح وحماس، إلى أن أعيد نشرها في أبريل بعد اتفاق المصالحة بين الحركتين.[16]

### يونيو
- 2 يونيو
  - القوات الجوية الإسرائيلية تستهدف موقعين تابعين لكتائب القسام في غزة، ولم ترد أنباء عن وقوع خسائر بشرية. قال الجيش الإسرائيلي أن العملية كانت ردًا على إطلاق صواريخ من القطاع.[53]
  - قوات حرس الحدود الإسرائيلية تقتل مواطنًا فلسطينيًا قالت متحدثة باسم الجيش الإسرائيلي أنه فتح النار على القوات وتسبب بجرح جندي.[54]
- 4 يونيو - نشطاء فلسطينيون يغلقون مكتب الأمم المتحدة في رام الله؛ متهمين الأمم المتحدة بالتقاعس عن حماية حقوق الأسرى والمعتقلين السياسيين في سجون إسرائيل.[13]
- 6 يونيو - القوات الإسرائيلية تقتحم مقر قناة فلسطين الفضائية وتعتقل مصورين اثنين وأحد ضيوف برنامج في القناة.[55]
- 7 يونيو - السلطات الإسرائيلية تهدم منزلًا من 4 طوابق في حي الجواريش بمدينة الرملة؛ بحة عدم الترخيص.[56]
- 12 يونيو - الإعلان رسميًا عن اختفاء ثلاثة مستوطنين في الخليل وإسرائيل تتهم حركة حماس بذلك وتفرض طوقًا عسكريًا على جنوب الضفة الغربية.[57]
- 16 يونيو - الجيش الإسرائيلي يقتل شابًا فلسطينيًا في العشرين من العمر، وذلك برصاصة في الصدر، أثناء اقتحام الجيش لمخيم الجلزون.[14]
- 20 يونيو
  - مقتل فتى فلسطيني (14 عامًا) برصاص جيش إسرائيل في مواجهات بعد اقتحام الجيش بلدة دورا في الخليل.[58]
  - إصابة 6 فلسطينيين بجروح بعد عدد من الغارات الجوية التي نفذتها القوات الجوية الإسرائيلية في قطاع غزة، وذلك عقب إطلاق صاروخين من القطاع على إسرائيل؛ لم يوقع الصاروخان أي أضرار بشرية.[59]
- 21 يونيو - العثور على جثة شاب فلسطيني (18 عامًا) قرب إحدى معسكرات الجيش الإسرائيلي بمنطقة المالح والمضارب اليدوية.[60]
- 22 يونيو - الجيش الإسرائيلي يقتل شابين فلسطينيين، قتل أحدهما في مخيم العين غرب نابلس، والثاني قتل في رام الله.[60]
- 25 يونيو
  - القوات الجوية الإسرائيلية تشن 12 غارة جوية على غزة؛ وذلك بعد اعتراض نظام القبة الحديدية صاروخين أطلقا من القطاع، وفقًا لمتحدثة باسم الجيش الإسرائيلي.[61]
  - وفاة شاب فلسطيني متأثرًا بجراح في الرأس أصيب بها أثناء اقتحام الجيش الإسرائيلي مخيم قلنديا الجمعة الماضية؛ وتوفيت سيدة مسنة أصيبت بذبحة صدرية مفاجئة، وذلك بعد أن رفض جنود حاجز عسكري إسرائيلي السماح بنقلها للمستشفى.[62]
  - معتقلون فلسطينيون في السجون الإسرائيلية ينهون إضرابًا عن الطعام دام 63 يومًا بعد التوصل إلى اتفاق مع مصلحة السجون الإسرائيلية.[63]
- 27 يونيو - غارة جوية إسرائيلية تصيب سيارة بالقرب من منزل رئيس وزراء حكومة حماس إسماعيل هنية في مخيم الشاطئ، ما أدى إلى مقتل شخصين وإصابة ثالث.[64]
- 29 يونيو - غارات جوية إسرائيلية تستهدف موقعين لكتائب عز الدين القسام، ولم تسفر عن وقوع إصابات؛ وذلك بعد سقوط صاروخ من القطاع على مصنع إسرائيلي قي سديروت، أحرقته وأصابت ثلاثة إسرائيلين بجروح طفيفة.[65] القوات الجوية الإسرائيلية نفذت 12 غارة جوية على مرتين وفقًا لمتحدثة باسم الجيش.[66]

### يوليو
- 2 يوليو - العثور على جثة محمد أبو خضير في أحراش بلدة دير ياسين المهجرة، بعد أن خطف وعذب وأحرق وهو على قيد الحياة على أيدي مجموعة مستوطنين متطرفين.[67][68]
- 12 يوليو

- مقتل 46 شخصًا جراء الهجمات الإسرائيلية على قطاع غزة. استهدفت هجمة إسرائيلية منزل القائد العام للشرطة في غزة حي الشجاعية، ما أوقع 18 قتيلًا من عائلة واحدة.
- إصابة عشرات الفلسطينيين في مواجهات مع القوات الإسرائيلية في القدس والخليل، في الخليل وقعت المصادمات في منطقتي جسر حلحول ومفرق بيت عينون، ومخيم شعفاط وبلدة أبو ديس في القدس.

- 13 يوليو - وقوع اشتباك بين قوة إسرائيلية بحرية خاصة ومقاتلين من كتائب عز الدين القسام. الجيش الإسرائيلي أعلن أن العملية استهدفت موقعًا يطلق منه المقاتلون الفلسطينيون صواريخهم، ووفقًا للجيش الإسرائيلي أصيب 4 من أفراده بجراح طفيفة أثناء العملية.[69]
- 20 يوليو - في الساعات الأولى من اليوم، قصف إسرائيلي لحي الشجاعية يوقع 60 قتيلًا و210 مصابين وفقًا لما أعلنته وزارة الصحة في غزة.[70] حصيلة قتلى عمليات القصف الإسرائيلية في هذا اليوم تخطت المائة قتيل.[71]
- 21 يوليو - الفصائل المسلحة الفلسطينية توقع 7 جنود إسرائيليين قتلى، فيما قتلت إسرائيل 103 فلسطيني هذا اليوم، ما يرفع حصيلة قتلى عملية الجرف الصامد الإسرائيلية إلى 571 فلسطينيًا.[72]
- 23 يوليو

- مقتل ما لا يقل 73 فلسطينيًا بنيران إسرائيلية، سقط القتلى في بلدة خزاعة وخان يونس. نفذ الجيش الإسرائيلي عمليات قصف جوي واقتحم بلدة خزاعة فجر اليوم.
- مقتل 3 عسكريين إسرائيليين بنيران الفصائل المسلحة الفلسطينية في خان يونس، وذلك يرفع عدد القتلى من العسكريين الإسرائيليين منذ بدء عملية الجرف الصامد إلى 32 جنديًا.

- 24 يوليو - مقتل فلسطينيين اثنين بنيران قوات الأمن الإسرائيلية أثناء اشتباكات وقعت عند حاجز قلنديا بين محتجين فلسطينيين على العملية الإسرائيلية على غزة والقوات الإسرائيلية.[10]
- 29 يوليو - وفاة فلسطيني في الضفة الغربية متأثرًا بإصابته برصاص الجيش الإسرائيلي في مواجهات بين محتجين فلسطينيين والجيش الإسرائيلي في بلدة إذنا قبل أسبوع.[12]

### أغسطس
- 1 أغسطس - مقتل شابين فلسطينيين اثنين برصاص قوات الأمن الإسرائيلية في الضفة الغربية. قُتل الأول (22 عامًا) في مدينة طولكرم أثناء مواجهات عنيفة مع الشرطة الإسرائيلية بعد مظاهرة خرجت عقب صلاة الجمعة تضامنًا مع غزة. وقُتل الثاني (19 عامًا) أثناء موجهات عند نقطة عسكرية بالقرب من الجدار الفاصل في قرية صفا.[19]
- 4 أغسطس - سائق جرافة فلسطيني يدهس بجرافته يهوديًا إسرائيليًا في القدس ويقتله ثم يصدم حافلة على بعد 50 مترًا ما أدى إلى إصابة ثلاثة أشخاص بجروح طفيفة، وفقًا للشرطة الإسرائيلية. قتلت الشرطة الإسرائيلية السائق الفلسطيني.[75]
- 11 أغسطس - قوات إسرائيلية تحاصر منزلًا في بلدة قبلان جنوب نابلس، قتلت القوات الشاب زكريا الأقرع الذي تتهمه السلطات الإسرائيلية بالوقوف وراء عمليات إطلاق نار على جنود إسرائيليين.[14]

### أكتوبر
- 13 أكتوبر - مجلس العموم يمرر قرارًا غير ملزم للحكومة يطالبها بالاعتراف بدولة فلسطين، وذلك بأغلبية 274 صوتًا ضد 12.[76]
- 16 أكتوبر - مقتل طفل فلسطيني في عمر 13 عامًا برصاص الجيش الإسرائيلي في قرية بيت لقيا في الضفة الغربية.[42]
- 24 أكتوبر - القوات الإسرائيلية تقتل طفلًا فلسطينيًا يحمل الجنسية الأمريكية أثناء اشتباكات في سلواد. دعت وزارة الخارجية الأمريكية إلى إجراء تحقيق عاجل حول الحادثة وقالت أنها على اتصال بالسلطات المحلية التي بيدها زمام التحقيق.[77]
- 27 أكتوبر - الجيش الإسرائيلي يعتقل 14 فلسطينيًا في الضفة الغربية والقدس الشرقية فجر اليوم.[10]
- 30 أكتوبر - السويد تعترف بالدولة الفلسطينية.[41][49]

### ديسمبر
- 2 ديسمبر - الجمعية الوطنية الفرنسية تصدر قرارًا غير ملزم للحكومة الفرنسية يدعوها للاعتراف بالدولة الفلسطينية على حدود يونيو 1967؛ شارك في التصويت 490 نائبًا صوت منهم لصالح القرار 339 وعارضه 151 نائبًا.[59]

## وفيات
- 1 يناير - السفير الفلسطيني لدى جمهورية التشيك جمال الجمل.
- 2 مارس - أبو عرب؛ منشد الثورة الفلسطينية.
- 16 يونيو 2014 - سعد الدين خرما، مهندس كهربائي وسياسي فلسطيني ووزير سابق.
- 10 ديسمبر - وفاة الوزير الفلسطيني زياد أبو عين بعد اعتداء إسرائيلي عليه إثر اشتراكه في احتجاج على مصادرة الإسرائيليين للأراضي.